# Paul Davis
Paul Davis, född den 10 februari 1958 i Toronto, är en norsk seglare.
Han tog OS-brons i soling i samband med de olympiska seglingstävlingarna 2000 i Sydney.